# Kakapo
Kakapo (Strigops habroptila), ibland kallad ugglepapegoja, är en nattaktiv papegojart med gulgrön fjäderdräkt. Den är endemisk för Nya Zeeland.
Kakapon känns igen på en distinkt ansiktsrundel av sensoriska, morrhårsliknande fjädrar, en stor grå näbb, korta ben, stora fötter, och vingar och stjärt av relativt kort längd. Den har en kombination av egenskaper som gör den unik. Den är den enda papegojarten som inte kan flyga i egentlig mening, även om den kan glidflyga korta sträckor. Kakapon är också den tyngsta av papegojorna. Kakapon är gräsätare och har en tydlig könsdimorfism i kroppsstorlek samt låg basalomsättning. Hanen deltar inte i omsorgen om ungarna och den är den enda papegojarten som har en polygyn parningslek, där hannen visar upp sig inför många honor (liknande orrspel). Den är också möjligen en av världens mest långlivade fåglar, möjligen uppåt 100 år.
Dess anatomi är ett typexempel på tendensen för fåglars evolution på havsöar med få predatorer och god tillgång på föda: termodynamisk effektivitet på bekostnad av flygförmåga, reducerade vingmuskler och generellt robust kroppsbyggnad.
Kakapo är den enda arten i släktet Strigops som tillhör den distinkta ugglefamiljen maoripapegojor (Strigopidae).
Kakapon är akut hotad, med bara 208 kända levande individer, vilka alla har fått individuella namn. Kakapons föregångare invandrade till Nya Zeelands öar i förhistorisk tid. I frånvaron av stora rovdjur förlorade den förmågan att flyga. Med den polynesiska och europeiska kolonisationen och införandet av rovdjur som katter, råttor, hermeliner och hundar utplånades nästan alla kakapoer. Ansträngningarna att bevara arten påbörjades på 1890-talet, men var inte särskilt framgångsrika, förrän kakapoåterhämtningsplanen genomfördes på 1980-talet. I november 2005 hölls kakapoer på fyra rovdjursfria öar, Maud Island, Chalky Island (Te Kakahu), Codfish Island (Whenua Hou) och Anchor Island, där de hålls under noggrann uppsikt. På två stora öar i fjordlandet, Resolution Island och Secretary Island, har storskaliga åtgärder för ekologisk restaurering genomförts för att bereda självförsörjande ekosystem med lämpliga habitat för kakapo.
Bevarandet av kakapon har gjort arten välkänd. Många böcker och dokumentärer som beskriver kakapons situation har producerats på senare tid. Två av de mest betydelsefulla dokumentärerna, som båda gjordes av NHNZ, är Kakapo - Night Parrot (1982) och To Save the Kakapo (1997).  BBC:s enhet för naturhistoria har också tagit upp kakapon, exempelvis i ett inslag med Sir David Attenborough i Fåglarnas liv. Den var också ett av de akut hotade djur som Douglas Adams och Mark Carwardine gav sig ut för att hitta för radioserien och boken Sista chansen.
Kakapo, vilket betyder "natt-papegoja" på maori, har liksom många andra fågelarter, historiskt varit viktig för maorierna, Nya Zeelands ursprungsbefolkning, och förekommer i många traditionella legender och folktro.

## Utseende och läte

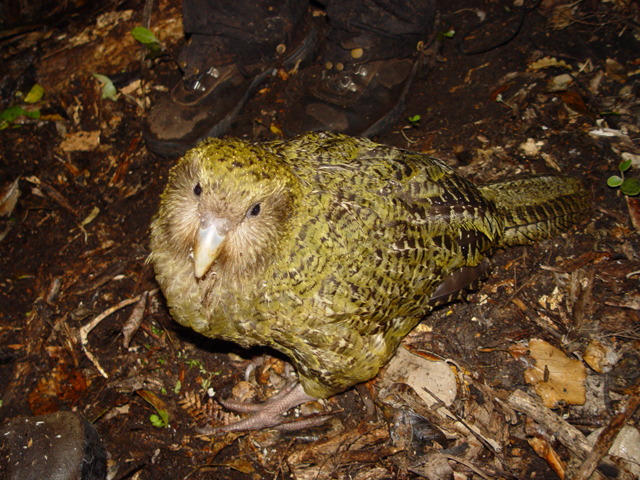
Foto av en ettårig kakapo på Codfish Island

Kakapon tillhör de största papegojorna och är genom sin täta fjäderbeklädnad nästan lika stor som en berguv. Hannar blir upp till 60 centimeter stora och väger mellan 2 och 4 kilogram som vuxna. Kakapoer saknar flygförmåga. De har korta vingar i förhållande till sin kroppsstorlek och saknar det framträdande bröstben som håller fast flygmusklerna hos andra fåglar. De använder sina vingar för att balansera och som stöd, samt när de hoppar från träd. Till skillnad från andra landlevande fåglar kan kakapon samla stora mängder kroppsfett för att lagra energi. Detta gör kakapon till den tyngsta papegojarten.

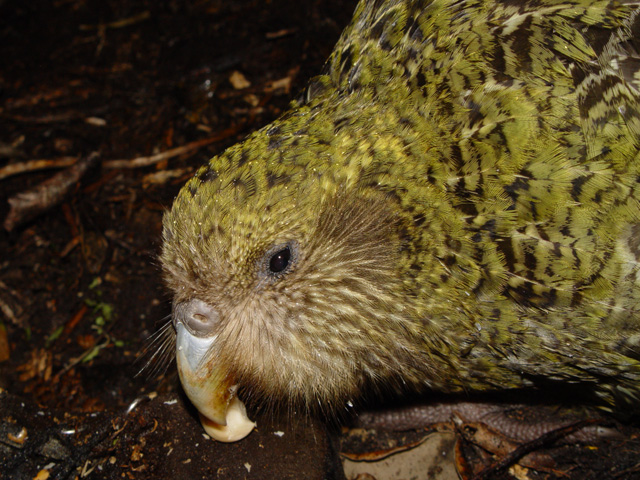
"Morrhåren" runt näbben

Kakapons överkropp har gulaktigt mossgröna fjädrar med svarta eller mörkt brungrå ränder eller fläckar. Detta gör att den smälter väl in i den inhemska växtligheten. Graderna av fläckighet, färgton och färgintensitet kan variera starkt mellan individer. Det har observerats på museiexemplar att vissa fåglar har haft helt gul färgning. Bröstet och sidorna är gulgröna med gula inslag. Buk, understjärt, hals och ansikte är övervägande gulaktiga, med blekgröna inslag och svagt fläckade med brungrått. Eftersom fjädrarna inte behöver den styrka och styvhet som krävs för flygning är de ovanligt mjuka, vilket har gett arten dess artepitet habroptilus. Kakapon har en iögonfallande ansiktsslöja av fina fjädrar, som också täcker pannan och omfattar örontrakten och får fågelns huvud att påminna om en ugglas. Ansiktsslöjan har en blekt halmgul färg, som endast i örontrakten har en anstrykning åt olivbrunt. Näbben är omgiven av fina "morrhår", som fågeln använder för att känna av marken och navigera när den går med huvudet sänkt. Näbbhalvorna är mestadels elfenbensfärgade, men en del av övernäbben är blågrå. Ögonen är mörkbruna. Kakapons fötter är stora, fjälliga och, som hos alla papegojor, zygodaktyla (två tår pekar framåt och två bakåt). Den har framträdande klor som är särskilt användbara för klättring. Ändarna på stjärtfjädrarna blir ofta slitna av att ständigt släpas på marken.
Honor kan lätt urskiljas från hannar på grund av några framträdande skillnader: de har smalt och mindre kupigt huvud, deras näbbar är smalare och proportionellt lägre, deras vaxhud och näsborrar är mindre, deras ben och fötter är slankare och rosaaktigt grå och deras stjärtar är proportionellt längre. Fjäderdräktens färgning skiljer sig inte så mycket från hannarnas, men tonen är mer diskret, med mindre gult och fläckigt. De tenderar att göra mer motstånd och vara mer aggressiva än hannar när man hanterar dem. Honor som ruvar urskiljs också genom en bar ruvningsfläck på buken.

### Läte
Liksom många andra papegojor har kakapon ett antal olika läten. Förutom "bommanden" och "tjinganden" i deras parningsläte kraxar den ofta skraark för att ange sitt läge för andra fåglar.
Kakapons läte är ett hest kraxande, som övergår i ett missljudande skrik, när fågeln utsätts för någon sinnesrörelse eller är hungrig.

## Systematik
Kakapon tillhör en liten grupp med papegojarter på Nya Zeeland som är så pass distinkta att de idag placeras i den egna familjen maoripapegojor (Strigopidae). Även inom denna familj uppvisar den en sådan särart att den placeras i det egna släktet Strigops. Familjen Strigopidae beskrevs redan 1849 av Bonaparte men dess taxonomi, precis som papegojornas hela systematik har varit mycket omdiskuterad. Bland annat har forskare tidigare pekat på likheter mellan kakapon och de australienska papegojorna markpapegoja (Pezoporus wallicus) och nattpapegoja (Pezoporus occidentalis) och kakapon har ofta placerats i familjen Psittacidae, ibland i underfamiljen Psittacinae och ibland i den egna underfamiljen Strigopinae. Merparten av världens auktoriteter erkänner idag familjen maoripapegojor och kakapons placering i det egna släktet, men vissa argumenterar att familjens två släkten istället borde behandlas som enskilda familjer: Nestoridae och Strigopidae.

## Ekologi och beteende
|  | Maximal utbredning sedan 1840 |

|  | Fossilfynd |

Kakapons historiska utbredning.

De enda inhemska däggdjuren i Nya Zeeland är tre arter av små fladdermöss (en utdöd). Det verkar som om kakapon - liksom många av Nya Zeelands fågelarter - har utvecklats till att fylla en ekologisk nisch som vanligen upptas av olika däggdjursarter. Före människornas ankomst var kakapoerna i stor utsträckning spridda över Nya Zeelands tre huvudöar. De bodde i ett antal olika biotoper, däribland landskap med grästuvor, busksnår och kustområden. De bodde också i skogar, bland annat sådana som dominerades av Podocarpaceae, sydbokar, Beilschmiedia tawa och Metrosideros umbellata. 
Kakapoer är främst aktiva på natten. De sover under skydd i träd eller på marken under dagen och genomströvar sina territorier på natten. Kakapoer kan inte flyga, men de är mycket skickliga på att klättra och kan nå de högsta trädens kronor. Eftersom de har förlorat sin flygförmåga har de utvecklat starka ben. De rör sig ofta genom en snabb "joggningsliknande" gångstil som den kan förflytta sig flera kilometer med. Honan gör två returfärder varje natt under ruvningen från sitt bo till födokällan upp till 1 km bort och hannar går från sina hemområden till häckningsplatsen upp till 5 km bort under häckningssäsongen (oktober–januari).
Kakapoer har ett välutvecklat luktsinne, som passar deras nattliga livsstil. De kan skilja mellan lukter medan de födosöker. Detta beteende har endast beskrivits hos en annan art av papegoja. Kakapoer kan lukta sig till vilken föda som är giftig och vilken som är nyttig.
För att kunna flyga klättrar kakapon först upp i ett ihåligt träd som den kan kasta sig ut i luften från. Därifrån flyger den till en lägre punkt på ett annat träd, men arbetar sig åter upp på detta, hastigt klättrande med användning även av stjärten. Vingarna rörs ganska lite, för att inte säga obetydligt.
Kakapoer är nyfikna och har interagerat med människor. Viltvårdare och frivilliga har haft omfattande kontakter med vissa kakapoer, och de har omvittnat särskilda personligheter.
Ett beteende som inte har gynnat kakapoerna på senare tid är deras reaktion på hot. När kakapoer känner sig hotade står de stilla och hoppas smälta in i växtligheten som de liknar. Detta var en bra strategi för att lura deras huvudsakliga inhemska predator, den jättelika Haasts örn. Det försvarar dem dock inte mot deras nya däggdjursfiender (förvildade katter och hundar), som använder sig av sina goda luktsinnen. Ett typiskt sätt för människor att jaga kakapoer är att släppa loss tränade hundar.

### Föda
Kakapons näbb är särskilt anpassad för att finmala föda. Av denna anledning har kakapoer mycket små muskelmagar jämfört med andra fåglar av deras storlek. De är i allmänhet växtätare som livnär sig på inhemska växter, frön, frukter, pollen och till och med splintved på träd. En undersökning från 1984 identifierade 25 växtarter som kakapoföda. De är särskilt förtjusta i frukten från trädet Dacrydium cupressinum, och äter enbart denna under perioder när den finns i stor mängd. Kakapoer har en karakteristisk vana att gripa tag i ett löv eller ormbunksblad med en fot och skrapa ut de näringsrika delarna av växten med näbben och lämna en boll av osmältbar fiber. Dessa små växtfiberklumpar är ett utmärkande tecken på att kakapoer finns i närheten.
Kakapons föda förändras efter årstiden. Till de växter som äts oftast hör arterna Lycopodium ramulosum, Lycopodium fastigium, Schizaea fistulosa, Blechnum minus, Blechnum procerum, Cyathodes juniperina, Dracophyllum longifolium, Olearia colensoi och Thelymitra venosa. Enskilda växter av samma art behandlas ofta olika. Kakapoer lämnar efter sig iögonfallande bevis på sina födobeteenden, från 10×10 m till 50×100 m födoområden.

### Häckning

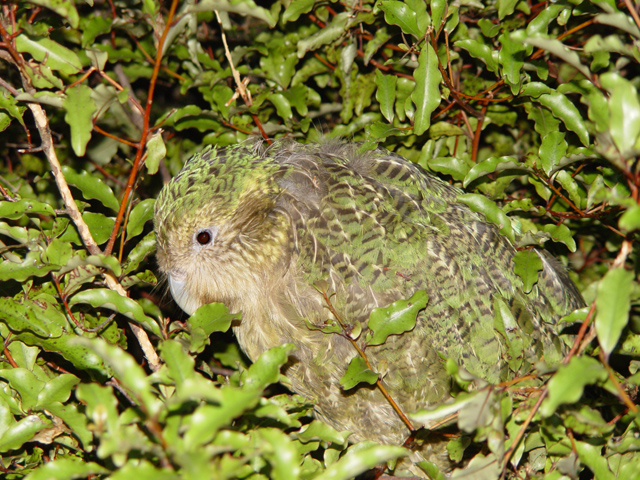
Kakapo som kamoufleras av sina fjädrar.

Kakapoer är de enda papegojorna i världen som har en häckning som innefattar spel (lek). Hanar samlas på en spelplats och tävlar med varandra om att locka honor. Honorna ser på när hanarna spelar. De väljer partner efter kvaliteten på hans uppvisning, och jagas inte av hanarna på något öppet sätt. Inga parband bildas, utan hanar och honor träffas bara för att para sig.
Under spelsäsongen lämnar hanarna sina hemterritorier och förflyttar sig till bergstoppar och bergskammar, där de upprättar sina egna spelplatser. Spelplatserna kan vara upp till 7 kilometer från kakapons vanliga territorium och är i genomsnitt på 50 meters avstånd från varandra inom spelarenan. Hanarna stannar i närheten av sin spelplats under hela spelsäsongen. Vid början av häckningssäsongen slåss hanarna för att försöka lägga beslag på de bästa spelplatserna. De går emot varandra med resta fjädrar, utspärrade vingar, öppna näbbar, höjda klor och högljutt skrikande och morrande. Striderna kan orsaka skador hos fåglarna.
Varje spelplats består av skål-liknande försänkningar i marken, som har grävts av hanen, upp till 10 centimeter djupa och tillräckligt långa för att passa fågelns längd på en halvmeter. Skålarna anläggs ofta bredvid klippväggar, sandbankar eller trädstammar för att hjälpa att reflektera ljud. Varje hanes skålar är sammanbundna av ett nätverk av spår som kan sträcka sig 50 meter längs en bergskam eller 20 meter i diameter runt en bergstopp. Hanarna städar noggrant ut skräp från sina skålar och spår. Ett sätt som forskare använder för att kontrollera om skålar blir besökta på natten är att lägga några grenar i skålen. Om hanen besöker skålen på natten plockar han upp dem med näbben och kastar iväg dem.
För att locka till sig honor gör hanarna högljudda, lågfrekventa (under 100 Hz) mullrande ljud från sina skålar genom att blåsa upp en bröstsäck. De börjar med låga grymtningar, som ökar i volym då säcken blåses upp. Efter en följd av ungefär 20 kraftiga "boom"-läten sjunker volymen. Kakapohanen ställer sig då upp en kort stund innan han åter sänker huvudet, blåser upp bröstet och påbörjar en ny följd av "boom"-ljud. Ljuden kan höras minst en kilometer bort en vindstilla natt, och vinden kan bära ljuden minst fem kilometer. Hanarna "boomar" i genomsnitt åtta timmar per natt, och varje hane kan utstöta tusentals "boom"-ljud på denna tid. De kan fortsätta varje natt i tre eller fyra månader, under vilka hanen kan förlora halva sin kroppsvikt. Varje hane rör sig omkring bland skålarna på sin spelplats så att "boom"-ljuden ska skickas ut i olika riktningar.
Honor attraheras av de konkurrerande hanarnas "boomanden". De kan också behöva gå flera kilometer från sina territorier till spelarenan. När en hona går in på en av hanarnas spelplatser utför hanen en uppvisning där han vaggar från sida till sida och gör klickande ljud med näbben. Han vänder ryggen mot honan, breder ut vingarna och går baklänges mot henne. Försöket att kopulera pågår mellan 2 och 14 minuter. När fåglarna har parat sig återvänder honan till sitt hemterritorium för att lägga ägg och ta hand om ungarna. Hanen fortsätter att "booma" i hopp om att locka till sig en annan hona.
Kakapohonor lägger upp till tre ägg per häckningssäsong. De har sitt bo på marken under växter eller i håligheter som ihåliga trädstammar. De ruvar äggen troget, men är tvungna att lämna dem varje natt för att söka föda. Det är känt att rovdjur kan äta äggen och embryona inuti äggen kan frysa till döds när modern är borta. Kakapoägg kläcks vanligen inom 30 dagar. De nykläckta ungarna är duniga och grå och ganska hjälplösa. Efter att äggen kläcks utfodrar honan ungarna i tre månader, och ungarna stannar kvar hos honan i några månader efter att de blivit flygga. De små ungarna är lika sårbara för rovdjur som äggen, och ungar har dödats av många av samma rovdjur som attackerar vuxna fåglar. Ungarna lämnar boet när de är ungefär 10 till veckor gamla. Medan de blir mer självständiga kan deras mödrar utfodra dem sporadiskt i upp till 6 månader.
Eftersom kakapoer är ganska långlivade tenderar de att ha en adolescens innan de börjar häcka. 
Hanarna börjar inte spela förrän de är 5 år gamla. Honor är 9 till 11 år när de börjar leta efter hanar. Kakapoer häckar inte varje år och har en av de lägsta reproduktionsnivåerna bland fåglar. Häckningar sker bara under ollonår, då träden bär mycket frukt och ger en stor tillgång på föda. Dacrydium cupressinum har ollonår endast vart tredje till femte år, så i skogar som domineras av denna art, som de på Codfish Island, sker kakapoernas häckning lika sällan.

## Kakapon och människan

### Status
Kakapobeståndet i Nya Zeeland har minskat betydligt sedan människorna bosatte sig i landet. Sedan 1891 har ansträngningar gjorts för att försöka förhindra att de dör ut. Det mest framgångsrika projektet var återhämtningsplanen Kakapo Recovery Plan, som påbörjades 1989 och fortfarande pågår. Arten kategoriseras idag som akut hotad (CR) av IUCN.

#### Människans första påverkan på arten
Den första orsaken till beståndsminskningen var människornas ankomst. Enligt maorisk folklore fanns kakapoer utspridda i hela landet när polynesierna först anlände till Aotearoa för 1000 år sedan. Man har funnit lämningar som visar att kakapoer fanns runtom på Nordön, Sydön och Stewart Island före maorierna och under tidig maoritid. Inflyttade maorier från Polynesien jagade kakapoer för att äta dem och använda deras hud och fjädrar till klädnader. De använde torkade kakapohuvuden som öronsmycken. På grund av dess oförmåga att flyga, starka lukt och vana att ställa sig stilla när de blir hotade var kakapoerna lätta byten för maorierna och deras hundar. Deras ägg och ungar jagades av den polynesiska råttan, som maorierna förde till Nya Zeeland. Dessutom röjde maorierna avsiktligt bort växtlighet och minskade därmed kakapoernas levnadsområden. Kakapoerna var utdöda i många delar av öarna vid den tid då européerna anlände, men de fanns fortfarande kvar i den centrala delen av Nordön och skogiga delar av Sydön.
Från 1840-talet röjde europeiska nybyggare omfattande områden för att anlägga jordbruk och betesmarker, vilket ökade hotet mot kakapoerna och deras biotop. De förde med sig fler hundar och andra rovlevande däggdjur, däribland huskatter, svartråttor och hermeliner. Européerna visste inte mycket om kakapon innan George Gray från  British Museum gjorde en beskrivning av den utifrån en hud. Liksom maorierna hade gjort åt de tidiga europeiska utforskarna och deras hundar kakapoer. I slutet av 1800-talet blev kakapon känd som en vetenskaplig kuriositet, och tusentals fångades eller dödades för att föras till djurparker, museer och samlare. De flesta exemplaren dog inom några månader. Åtminstone från 1870-talet visste samlare att kakapobeståndet var i avtagande, och deras huvudsakliga målsättning var att samla så många som möjligt innan de dog ut.
På 1880-talet släpptes stora mängder mårddjur (hermeliner, illrar och vesslor) ut i Nya Zeeland för att minska mängden kaniner, men de tog också många inhemska arter, inklusive kakapo. Andra växtätande djur, såsom införda hjortdjur, konkurrerade med kakapoerna om födan, och gjorde att några av dess favoritväxtarter dog ut.

#### Tidiga bevarandeåtgärder

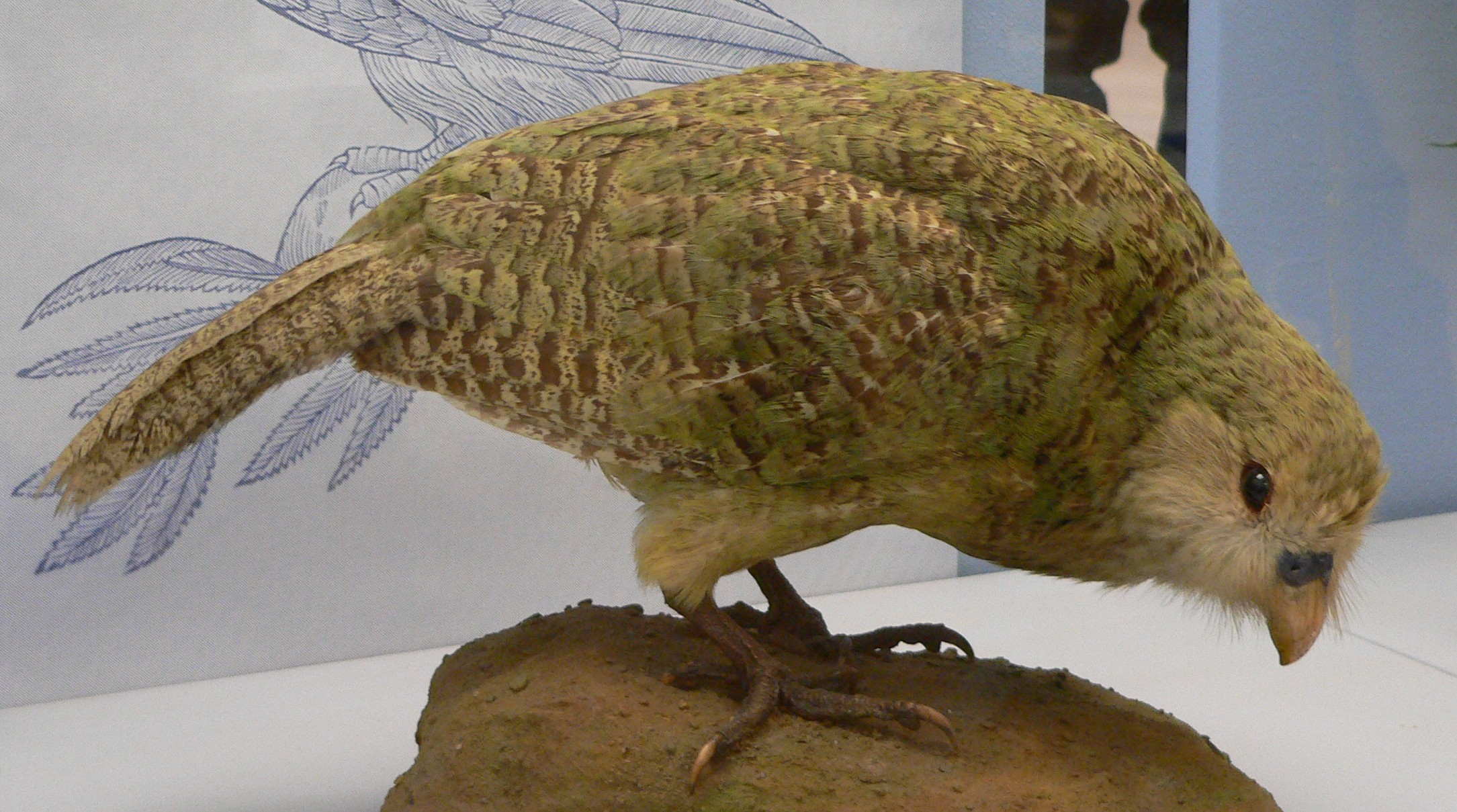
Tusentals kakapoer samlades till museer runt om i världen.

1891 gjorde Nya Zeelands regering Resolution Island i Fiordland till naturreservat och 1894 utsåg regeringen Richard Henry till dess föreståndare. Henry, som var naturforskare och väl medveten om minskningen av inhemska fåglar, började fånga och flytta kakapoer och kivier från huvudön till den rovdjursfria Resolution Island. På sex år flyttade han över 200 kakapoer till Resolution Island. År 1900 hade dock hermeliner lyckats kolonisera Resolution Island och utplånade kakapobeståndet inom sex år.
1903 flyttades tre kakapoer från Resolution Island till naturreservatet Hauturu/Little Barrier Island nordost om Auckland, men på ön fanns förvildade katter och kakapoerna observerades aldrig mer. 1912 flyttades tre kakapoer till ett annat reservat, Kapiti Island, nordväst om Wellington. En av dem överlevde åtminstone till 1936, trots att förvildade katter fanns i området under en del av perioden däremellan.
På 1920-talet hade kakapoerna dött ut på Nordön och utbredningsområdet minskade tillsammans med antalet på Sydön. Ett av deras sista tillflyktsområden var Fiordland. Där sågs och hördes de ofta under 1930-talet. På 1940-talet var observationerna dock få.

#### Bevarandeåtgärder 1950–1989
På 1950-talet upprättades New Zealand Wildlife Service som började göra regelbundna expeditioner för att leta efter kakapoer, mestadels i Fiordland och nuvarande Kahurangi National Park på nordvästra Sydön. På sju expeditioner i Fiordland mellan 1951 och 1956 hittade man bara enstaka spår efter sentida aktivitet. 1958 fångades slutligen en kakapo och släpptes igen i Milford Sounds avrinningsområde i Fiordland. Ytterligare sex kakapoer infångades 1961. En släpptes och de övriga fem förflyttades till voljärer i fågelreservatet Mount Bruce nära Masterton på Nordön. Inom några månader hade fyra av fåglarna dött och den femte dog efter ungefär fyra år. Under de följande 12 åren genomfördes regelbundna expeditioner utan många tecken på kakapoer, vilket tydde på att beståndet fortsatte att minska. Bara en fågel fångades 1967, som dock dog året därpå.
I början av 1970-talet var det osäkert huruvida arten fortfarande fanns kvar. I slutet av 1974 observerades flera kakapohanar och de första vetenskapliga observationerna av spelande kakapoer gjordes. Dessa observationer resulterade i Don Mertons tes om att kakapon faktiskt är en spelande fågel. Från 1974 till 1976 upptäcktes 14 kakapoer, men alla verkade vara hanar. Bland annat infångades en hanfågel i Milfordområdet 1975 som döptes till "Richard Henry", och som släpptes ut på Maud Island. Avsaknaden av fynd honor indikerade att alla honor kanske var utdöda och att arten därmed i princip var dödsdömd. Alla fåglar som Wildlife Service fann under åren 1951 till 1976 förekom i U-formade dalar flankerade av nästan vertikala klippor och omgivna av höga berg. Sådan extrem terräng hade fördröjt kolonisering av växtätande däggdjur och lämnat öar av nästan oförändrad inhemsk fauna. Men hermeliner lyckades ta sig även till dessa områden och 1976 hade kakapoerna försvunnit från dessa platser och bara ett fåtal hanar överlevde högt upp på de mest otillgängliga delarna av klipporna.
Först 1977 genomfördes en expedition till Stewart Island där man fann inte bara kakapoer utan även en lekplats med spår och urgröpningar redan under första dagen. Strax därefter hittade flera dussin kakapoer. Fyndet i ett område på ett område av 8 000 hektar bestod av brandpåverkat busklandskap och gav hopp om att populationen skulle innehålla honor. Den totala populationen uppskattades till 100 till 200 fåglar.
Mårddjur har aldrig koloniserat Steward Island/Rakiura, men förvildade katter fanns där. En studie visade att katterna dödade 56% av kakapobeståndet per år. På grund av detta predationstryck kunde fåglarna inte överleva på ön. Intensiv kattkontroll infördes 1982 och efter detta finns inga rapporter om kakapoer som dödats av katter. För att säkerställa att de återstående fåglarna skulle överleva bestämdes senare att denna population skulle flyttas till rovdjursfria öar. Denna operation utfördes mellan 1982 och 1997.

#### Återhämtningsplan
| Flyttningar av kakapoer 1974–1992 | Flyttningar av kakapoer 1974–1992 | Flyttningar av kakapoer 1974–1992 | Flyttningar av kakapoer 1974–1992 |
| Flyttad till                      | Antal kakapoer                    | Döda < 6 månader                  | Överlevande i nov. 1992           |
| --------------------------------- | --------------------------------- | --------------------------------- | --------------------------------- |
| Maud Island (1974–81)             | 9 (6♂, 3♀)                        | 3 (2♂, 1♀)                        | 4 (2♂, 2♀)                        |
| Little Barrier Island (1982)      | 22 (13♂, 9♀)                      | 2 (1♂, 1♀)                        | 15–19 (10–12♂, 5–7♀)              |
| Codfish Island (1987–92)          | 30 (20♂, 10♀)                     | 0                                 | 20–30 (13–20♂, 7–10♀)             |
| Maud Island (1989–91)             | 6 (4♂, 2♀)                        | 0                                 | 5 (3♂, 2♀)                        |
| Mana Island (1992)                | 2 (2♀)                            | 1 (1♀)                            | 1 (1♀)                            |
| Totalt                            | 65 (43♂, 22♀)                     | 6 (4♂, 2♀)                        | 41–55 (27–36♂, 14–19♀)            |

Not: ♂ = hanar, ♀ = honor.
1989 utarbetades en återhämtningsplan (Kakapo Recovery Plan) och en speciell grupp (Kakapo Recovery Group) bildades. Nya Zeelands Department of Conservation tog över denna uppgift från Wildlife Service. Den första åtgärden var att förflytta alla återstående kakapoer till öar som var lämpliga för häckning. Inga av Nya Zeelands öar var idealiska för återintroducering, utan att först genomföra en omfattande växtplantering och utrota predatorer och konkurrenter. Fyra öar blev slutligen utvalda: Maud Island, Hauturu/Little Barrier Island, Codfish Island och Mana Island. Några öar behövde rensas flera gånger från katter, hermeliner och wekor. Totalt har 65 kakapoer (43 hanar och 22 honor) flyttats till de fyra öarna vid fem tillfällen. I november 2005 hade Hauturu/Little Barrier Island och Mana Island ersatts av Chalky Island och Anchor Island som skyddsområden för kakapoer.

Efter genomförandet av kakapoåterhämtningsplanen har antalet kakapoer i allmänhet ökat.

En viktig del av återhämtningsplanen är att förse honor med extra föda. Kakapoer häckar bara en gång vartannat till vart femte år, då en särskild växtart, Dacrydium cupressinum, producerar proteinrika frukter och frön. Genom att observera förhållandet mellan häckningsintervallen och växtens ollonår väljer biologerna vilken tillskottsföda de ska ge för att få kakapoerna att häcka oftare. 1989 användes sex typer av extraföda: äpple, sötpotatis, mandel, paranöt, solrosfrö och valnöt, som placeras varje natt på 12 utskänkningsplatser. Både hanar och honor åt av den extra födan, och honor ruvade på Little Barrier Island under somrarna 1989–91 för första gången sedan 1982, men häckningsframgången var liten.
Extrautfodringen ökar inte bara kakapons häckningsfrekvens, utan påverkar också könsfördelningen bland ungarna. Honor som utfodras med proteinrik föda producerar i större utsträckning ungar av hankön (hanar har 30–40% större kroppsvikt än honor). När konkurrensen om resurser (såsom föda) är stor producerar honorna en större andel ungar av honkön och när det finns mycket föda, en större andel av hankön. En kakapohona kan sannolikt producera ägg även när tillgången på föda är liten, medan en hankakapo kommer att ha större förmåga att föröka sig när tillgången är stor, genom att para sig med flera honor. Denna upptäckt användes senare för att öka antalet honungar genom att medvetet manipulera moderns tillstånd. Under vintern 1981 gavs extra föda endast till honor som vägde under 1,5 kg för att undvika att höja deras kroppstillstånd, och könsfördelningen 1982 blev nästan jämn, så att övervikten för hanar eliminerades.
Även om förökningen kan förbättras genom extra utfodring, hotas kakapoungarnas överlevnad av predation från polynesisk råtta. Av 21 ungar som kläcktes mellan 1981 och 1994 blev nio antingen dödade av råttor eller uppätna av råttor efter att de hade dött. Skyddet av bon har intensifierats sedan 1995 genom användning av råttfällor och giftstationer så snart ett bo hade upptäckts. En liten videokamera och infraröd ljuskälla bevakar boet ständigt, och skrämmer råttor som närmar sig genom små ljud- och ljuseffekter. För att öka häckningsframgången placerar en bobevakare en liten termostatkontrollerad elektrisk filt över äggen eller ungarna varje gång honan lämnar boet för att söka föda. Andelen överlevande ungar har ökat från 29% i oskyddade bon till 75% i skyddade bon.
För att hålla kakapopopulationen under ständig bevakning har varje fågel utrustats med en radiosändare. Varje känd kakapo har givits ett namn av anställda på Kakapo Recovery Programme. Det är ett kärleksfullt sätt för djurvårdarna att tala om enskilda fåglar, och en påminnelse om hur få som finns kvar. Artificiell inkubation och handuppfödning av ungar användes ofta för att förbättra äggens och ungarnas tillstånd. I november 2005 bestod populationen av 41 honor och 45 hanar, däribland fyra ungfåglar (3 honor och en hane) som föddes 2005. Den äldsta överlevande kakapon, "Richard Henry", tros vara mellan 35 och 50 år gammal.
Kakapo Recovery Plan har varit ett framgångsrikt program, då antalet kakapoer ökar stadigt. Överlevnaden bland vuxna fåglar och deras produktivitet har ökat avsevärt sedan programmet satte igång. Det huvudsakliga målet är dock att etablera minst en bärkraftig, självuppehållande, oövervakad population av kakapo som en funktionell del av ekosystemet i en skyddad biotop. För att anta denna utmaning har två stora öar i Fiordland, Resolution Island (20 860 ha) och Secretary (8 140 ha), förberetts för återinförande av kakapoer genom storskaliga ekologiska restaureringsåtgärder.

### Kulturhistoria
Det finns en rik tradition i maoriernas folklore och folktro kring kakapon. Man lade märke till att kakapons oregelbundna häckningscykel var förknippad med vissa arters, som Dacrydium cupressinum, myckna fruktbärande under "ollonår". Detta fick maorierna att tillskriva fågeln en förmåga att förutsäga framtiden. 
För att stärka detta påstående användes påstådda observationer av hur dessa fåglar släppte ned bär från vissa träd i skyddade vattenpölar för att spara dem som förråd för den kommande sommaren. Maoriernas sed att lägga mat i vatten med samma syfte anses härröra från dessa observationer.

### Användning till mat och kläder
Eftersom kakapons kött ansågs välsmakande, jagades de på den tiden de hade stor utbredning. En källa hävdar att dess kött "liknar lamm i smak och konsistens", men europeiska bosättare har beskrivit fågelns smak som "stark och något skarp".
Under häckningsår gjorde hanarnas dånande parningsläten vid spelarenorna att det var lätt för maoriernas jaktsällskap att lokalisera dem. Ibland använde de olika sorters facklor för att blända och paralysera fåglarna i mörkret, för att göra dem lättare att fånga. Fåglarna tillagades antingen i en hāngi (gropugn) eller i kalebasser med kokande olja. Köttet kunde konserveras i deras eget fett och förvaras i behållare för att ätas senare. Jägare från stammen Ngāi Tahu packade köttet i korgar tillverkade av innerbarken av totaraträdet eller i behållare gjorda av kelp. Knyten av kakapostjärtfjädrar fästes vid behållarnas sidor som dekoration och för att identifiera innehållet. Maorierna tog också fågelns ägg.
Förutom att äta köttet av de kakapoer som de dödade, använde maorierna kakapohudar - med fjädrarna kvar - för att göra kappor och kragar. För varje plagg krävdes upp till 11 000 fjädrar. Dessa kläder var inte bara mycket vackra, de höll också bäraren mycket varm. De värdesattes högt och de få som fortfarande existerar idag anses som taonga (skatter). Det finns ett gammalt maoriskt ordspråk som lyder "Du har en kakapokrage och du klagar ändå på kylan" och som används för att beskriva någon som aldrig blir nöjd. Kakapofjädrar användes också till att dekorera huvudet på en taiaha (ett trävapen), men togs bort innan vapnet användes i strid.
Trots allt betraktade maorierna också kakapon som ett tillgivet husdjur. De fick stöd för detta omdöme av europeiska nybyggare på Nya Zeeland på 1800-talet, bland dem George Edward Grey, som en gång skrev i ett brev att hans tama kakapos betedde sig mot honom och hans vänner  "mer som en hund än som en fågel".

### Namn
Namnet kakapo är māori och betyder "nattpapegoja"
Det vetenskapliga släktnamnet Strigops betyder "uggleansikte" och härstammar från grekiskans strix, vilket betyder "uggla", och som blir strigos i genitiv, och ops som betyder "ansikte". Länge behandlades släktnamnet som om det vore maskulinum men David & Gosselin (2002b) visade att Strigops är femininum vilket resulterar i att artepitetet är habroptila och inte habroptilus. Artepitetet habroptila betyder "mjuka fjädrar", från grekiskans habros, som betyder "mjuk", och ptilon som betyder "fjäder".